# 基赫尼厄
基赫尼厄（芬蘭語：Kihniö）是芬蘭西南部皮尔坎马区的市镇，距離首都赫爾辛基280公里。始建於1920年，市镇面積为390.5平方公里，2023年人口数量为1,751人，人口密度為每平方公里4.9人。

## 外部連結
- 官方网站  （文）